# Art of Beatbox
Art of Beatbox, właśc. Artur Balsam (ur. 4 czerwca 1982 w Łodzi) – beatboxer i producent polskiego pochodzenia, mieszkający na stałe w Hamburgu.

## Życiorys
Ten pochodzący z muzycznej rodziny twórca już wcześnie rozwinął szerokie spektrum muzycznych upodobań, które odzwierciedla się w jego muzyce. Różnorodnością swoich piosenek chce on pokazać, że można tworzyć również beatbox nadający się do radia. On sam opisuje swoją muzykę jako „odzwierciedlenie swoich upodobań muzycznych”. Tak oto odnajduje się w jego twórczości obok typowych brzmień hiphopowych również wpływy z jazzu, muzyki latynoskiej, house’u, drum & bass’u, aż po klasykę czy metal. W przeciwieństwie do wielu innych twórców beatboxu, Art koncentruje się głównie na brzmieniu perkusyjnym, uzupełniając je elementami głosowymi.
Po raz pierwszy Art zetknął się z beatboxem w Polsce w 1998 r. Mimo że była to dla artysty „miłość od pierwszego usłyszenia” i już od zawsze chciał on nauczyć się i opanować sztukę naśladowania brzmienia perkusji ustami, nie było to łatwe. Dopiero latem 1999 r. poznał w Berlinie ludzi, którzy pokazali mu podstawy, jednak samo werbalne wytłumaczenie różnych technik okazało się niemal niemożliwym, dlatego Art zaczął słuchać i obserwować innych beatbokserów, ich sposoby tworzenia brzmień perkusyjnych, aby w rezultacie samemu tworzyć podobne dźwięki. Początkowo wszystko brzmiało podobnie, jednak cierpliwe i nieustanne próby wydobywania najprzeróżniejszych dźwięków ustami doprowadziły do tego, że z czasem można było wysłyszeć coraz więcej różnic między brzmieniami, wtedy zaczął on naśladować utwory innych beatbokserów. Z biegiem czasu poznane techniki zaczął wykorzystywać do komponowania własnych utworów, rozwijając przy tym swoje indywidualne brzmienie. Pierwszy publiczny występ odbył się w połowie 2000 r. w Berlinie. Od tego czasu Art of Beatbox prezentuje swoje umiejętności na licznych koncertach, m.in. w ramach Krajowego Festiwalu Piosenki Polskiej w Opolu w 2006 r. czy jako support artystów takich jak Fatman Scoop, Toni L, Grand Agent, Declaime, Group Home, Liroy, Thinkadelic, Obóz TA. Artystę można było również usłyszeć na kilku płytach, m.in. na dwóch płytach Liroya.
Art angażuje się nie tylko jako wykonawca w wielu imprezach, lecz także udziela się np. jako juror w Polish Beatbox Battle czy też jako regularnie prowadzący workshopy o tematyce beatboksowej. Przez swoje zaangażowanie chce popularyzować i rozbudzać zainteresowanie beatboksem wśród jak najszerszego grona odbiorców.
Obecnie pracuje nad swoją pierwszą płytą długogrającą, która obok typowych elementów hiphopowych łączy pod dachem beatboxu przeróżne style muzyczne i zawiera gościnnie występy znanych artystów z USA, Polski i Niemiec. Płyta ukazała się w kwietniu 2011.

## Dyskografia
Albumy
| Tytuł      | Dane dot. albumu                                                   |
| ---------- | ------------------------------------------------------------------ |
| ARTcore.EP | - Data: 24 lutego 2005 - Wydawca: HipHopBookingz.com/IZ-Styles GbR |
| ARTcore    | - Data: 11 kwietnia 2011 - Wydawca: Pink Crow Records              |

Single
| Tytuł            | Rok  | Album   |
| ---------------- | ---- | ------- |
| "Stell Dir vor"  | 2009 | —       |
| "Urywki"         | 2011 | ARTcore |
| "Was wäre wenn?" | 2011 | ARTcore |

Inne
| Album                                                | Rok  | Uwagi                                                         | Źródło |
| ---------------------------------------------------- | ---- | ------------------------------------------------------------- | ------ |
| Haftbefehl – Azzlack Kommandant – Juice Exclusive EP | 2013 | produkcja utworu "Dann Mit Der Pumpgun (Juice Beatbox Remix)" | [ 6 ]  |